# D/S Kong Ring (1837)
Ej att förväxla med D/S Kong Ring (1929)
D/S Kong Ring var det första ångfartyg, som byggdes i Norge. Hon byggdes 1937 på Øya i Hønefoss och sjösattes den 9 juli på Storelva nedanför Hønefossen.
Bakom skeppsbygget låg järnbruksägaren Herman Wedel Jarlsberg samt trähandlarna Jens Lange (1797–1872) och Johan Frederik Thorne (1801–1854). Fartyget byggdes för att bogsera timmer samt frakta varor och passagerare på Tyrifjorden till Svangstrand i Liers kommun. Kong Ring var en hjulångare med en vedeldad ångmaskin från Motala Verkstad på tio hästkrafter. Hon visade sig vara för svag för sitt ändamål, togs ur drift 1848 och höggs upp.
Hon ersattes 1839 av DS Halfdan Svarte, som byggdes i Randsfjord i Jevnakers kommun.